# دونلی هاوس اند گاردن
دونلی هاوس اند گاردن از خانه‌های تاریخی واقع در برمینگهم در آلاباما می‌باشد. سبک معماری این بنا کلاسیک جدید (نئوکلاسیک) می‌باشد. این بنا در سال ۱۹۰۵ و با هدف اقامت جیمز دبلیو دونلی ساخته شد. جیمز دبلیو دونلی یک کارخانه‌دار، تولیدکننده و زمین‌دار خیر بود که در امور شهری و مدنی فعالیت داشت. دونلی پس از بازنشستگی از پروکتر اند گمبل در سینسینتی به جنوب برمینگهم جایی که در آن سرایی بزرگ و با شکوه با ۱٬۱۰۰ مترمربع مساحت با سنگ‌فرش مرمر داشت، نقل مکان کرد. در دهه ۱۹۵۰ از این خانه بزرگ به عنوان محلی برای جشن‌های ازدواج، ملاقات‌های تجاری و دیگر مراسم‌ها استفاده می‌شد. در ۲۰ مه ۱۹۷۵ این خانه در فهرست میراث تاریخی آلاباما قرار گرفت. 